# Tosan
Tosan (korejsky 도산, v anglickém přepisu Do-San) je tul, který se učí nositelé technického stupně 7. kup v bojovém umění taekwondo. Tul vytvořili v letech 1962–1964 podplukovník U Čonglim a seržant Kim Bokman.

## Významy

### Význam názvu
Tosan byl pseudonym korejského vlastence An Čchang-hoa (1878–1938). Od roku 1902 žil v San Franciscu. V USA založil několik korejských imigrantské spolků. Během Japonské okupace Koreje byl zakládajícím členem Prozatímní vlády Korejské republiky v exilu sídlící v Šanghaji. Je také jedním z autorů korejské státní hymny.

### Význam počtu pohybů
24 pohybů vzoru symbolizuje jeho celý život, který věnoval podpoře vzdělání v Koreji a japonskému odboji za nezávislost.

## Pohyby vzoru
Výchozí postoj: naranhi čunbi sogi
1. ↩ konnun so pakat pchalmok nopchunde jop makki
2. konnun so pande ap čirugi
3. ↷ konnun so pakat pchalmok nopchunde jop makki
4. konnun so pande ap čirugi
5. ↰ niundža so sonkchal tebi makki
6. ↑ konnun so son sonkut tulkchi, sonbadak nerjo makki
7. pegi
↺ konnun so tung čumok nopchunde jop terigi
8. ↑ konnun so tung čumok nopchunde jop terigi
9. ↬ konnun so pakat pchalmok nopchunde jop makki
10. konnun so pande ap čirugi
11. ↷ konnun so pakat pchalmok nopchunde jop makki
12. konnun so pande ap čirugi
13. ↰ konnun so pakat pchalmok nopchunde hečchjo makki
14. kaunde apčcha pušigi (poloha rukou jako v předchozí technice)
15. ↑ konnun so ap čirugi
16. konnun so pande ap čirugi, parun tongdžak
17. ↑ konnun so pakat pchalmok nopchunde hečchjo makki
18. kaunde apčcha pušigi (poloha rukou jako v předchozí technice)
19. ↑ konnun so pande ap čirugi
20. konnun so pande ap čirugi, parun tongdžak
21. konnun so čchukjo makki
22. ↑ konnun so čchukjo makki
23. ↬ annun so sonkchal jop terigi
24. ↷ annun so sonkchal jop terigi

Závěrečný postoj: ↲ naranhi čunbi sogi